# HD 19279
HD 19279，又名BD+46 692，SAO 38587、HR 933，是一颗恒星，视星等为6.41，位于銀經145.59，銀緯-9.47，其B1900.0坐标为赤經3h 0m 56.3s，赤緯+46° -9.47′ 21″。